# CDCA4
CDCA4 (англ. Cell division cycle associated 4) – білок, який кодується однойменним геном, розташованим у людей на 14-й хромосомі. Довжина поліпептидного ланцюга білка становить 241 амінокислот, а молекулярна маса — 26 114.
| 10         |  | 20         |  | 30         |  | 40         |  | 50         |
| ---------- |  | ---------- |  | ---------- |  | ---------- |  | ---------- |
| MFARGLKRKC |  | VGHEEDVEGA |  | LAGLKTVSSY |  | SLQRQSLLDM |  | SLVKLQLCHM |
| LVEPNLCRSV |  | LIANTVRQIQ |  | EEMTQDGTWR |  | TVAPQAAERA |  | PLDRLVSTEI |
| LCRAAWGQEG |  | AHPAPGLGDG |  | HTQGPVSDLC |  | PVTSAQAPRH |  | LQSSAWEMDG |
| PRENRGSFHK |  | SLDQIFETLE |  | TKNPSCMEEL |  | FSDVDSPYYD |  | LDTVLTGMMG |
| GARPGPCEGL |  | EGLAPATPGP |  | SSSCKSDLGE |  | LDHVVEILVE |  | T          |

A: Аланін

C: Цистеїн

D: Аспарагінова кислота

E: Глутамінова кислота

F: Фенілаланін

G: Гліцин

H: Гістидин

I: Ізолейцин

K: Лізин

L: Лейцин

M: Метіонін

N: Аспарагін

P: Пролін

Q: Глутамін

R: Аргінін

S: Серин

T: Треонін

V: Валін

W: Триптофан

Локалізований у ядрі.